# Mitromorpha
Mitromorpha is een geslacht van weekdieren uit de klasse van de Gastropoda (slakken).

## Soorten
Voor de volledige soortenlijst zie: - World Register of Marine Species.